# تقی‌آباد (بافت)
تقی‌آباد، روستایی از توابع بخش مرکزی شهرستان بافت در استان کرمان، کشور ایران است. 

## جمعیت
این روستا در دهستان بزنجان قرار دارد و براساس سرشماری مرکز آمار ایران در سال ۱۳۹۵، سکنه آن کمتر از ۳ خانوار بوده‌است.